# Münster (Észak-Rajna-Vesztfália)
Münster (régi magyar neve: Monostor)[forrás?] egyetemváros Németország legnépesebb tartományában, Észak-Rajna–Vesztfáliában. A város az azonos nevű járás fővárosa, a Münsteri egyházmegye püspöki székvárosa.

## Fekvése
A Dortmund-Ems-csatorna partján, Osnabrücktől délnyugatra fekvő település.

## Története
Münstert 780-ban alapították két kereskedelmi út kereszteződésében. A már meglévő kereskedőtelepülésen 800 körül Liudger fríz misszionárius monasteriumot (monostort) alapított az Aa folyó gázlójánál. (Ebből a monasteriu szóból származik a város mai neve.
A 12. században a település városjogot kapott, majd a Hanza-szövetségnek is tagja lett.
A münsteri kereskedők jó kapcsolataik voltak Angliától kezdve Skandináviáig, de még Oroszországig is.

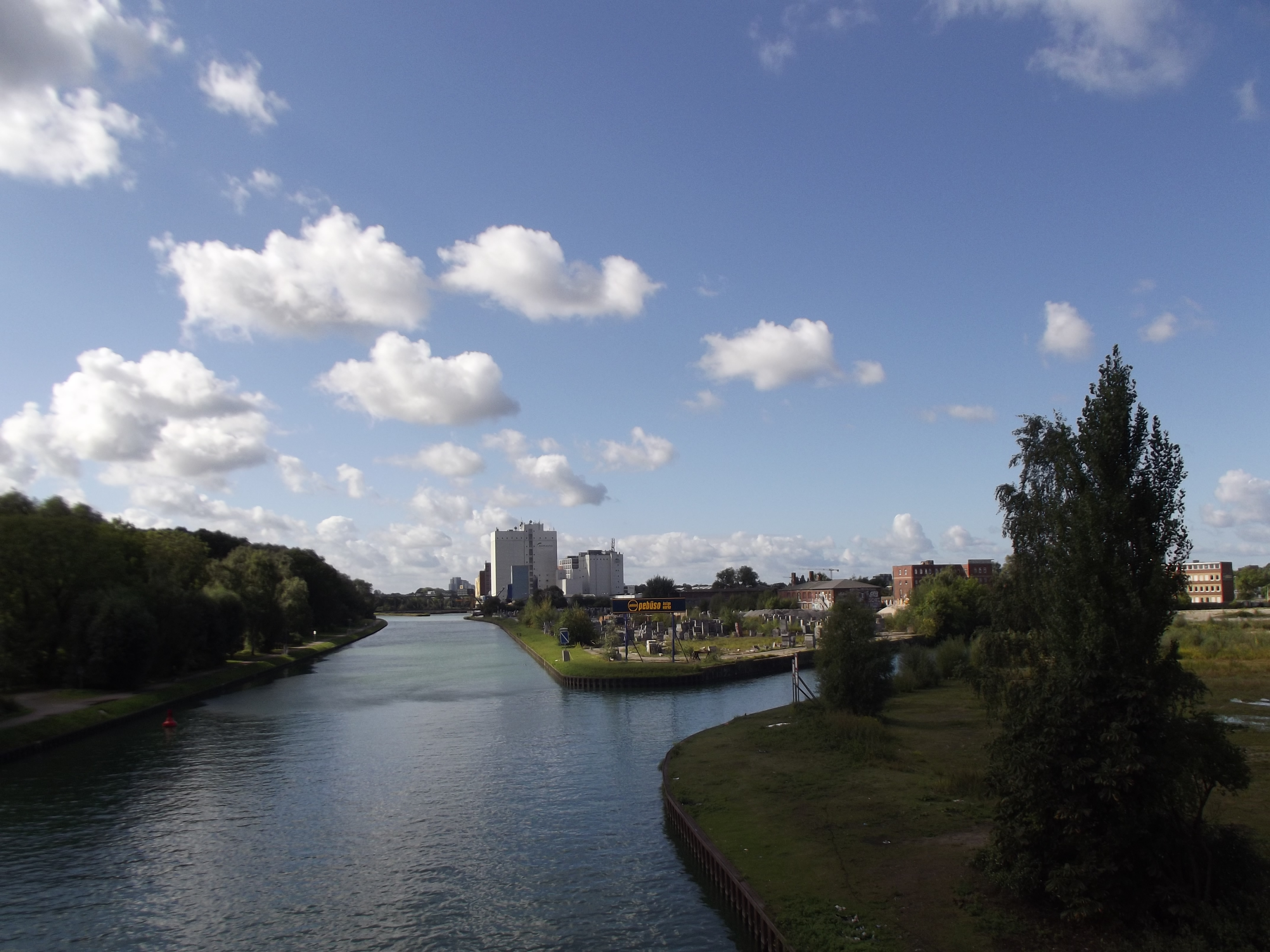
Az Aa folyó Münsterben

1534-ben a fanatikus anabaptisták felállították "Sion királyságát", bevezették a vagyonközösséget és a többnejűséget, a másképp gondolkozókat pedig elhallgattatták. Az anabaptista királyságot 1535-ben verték le.
Münster a 18. században főváros és egyben székváros is lett. Ebben az időben tömegesen épültek a városban a kastélyok és a kúriák a város nemessége számára.

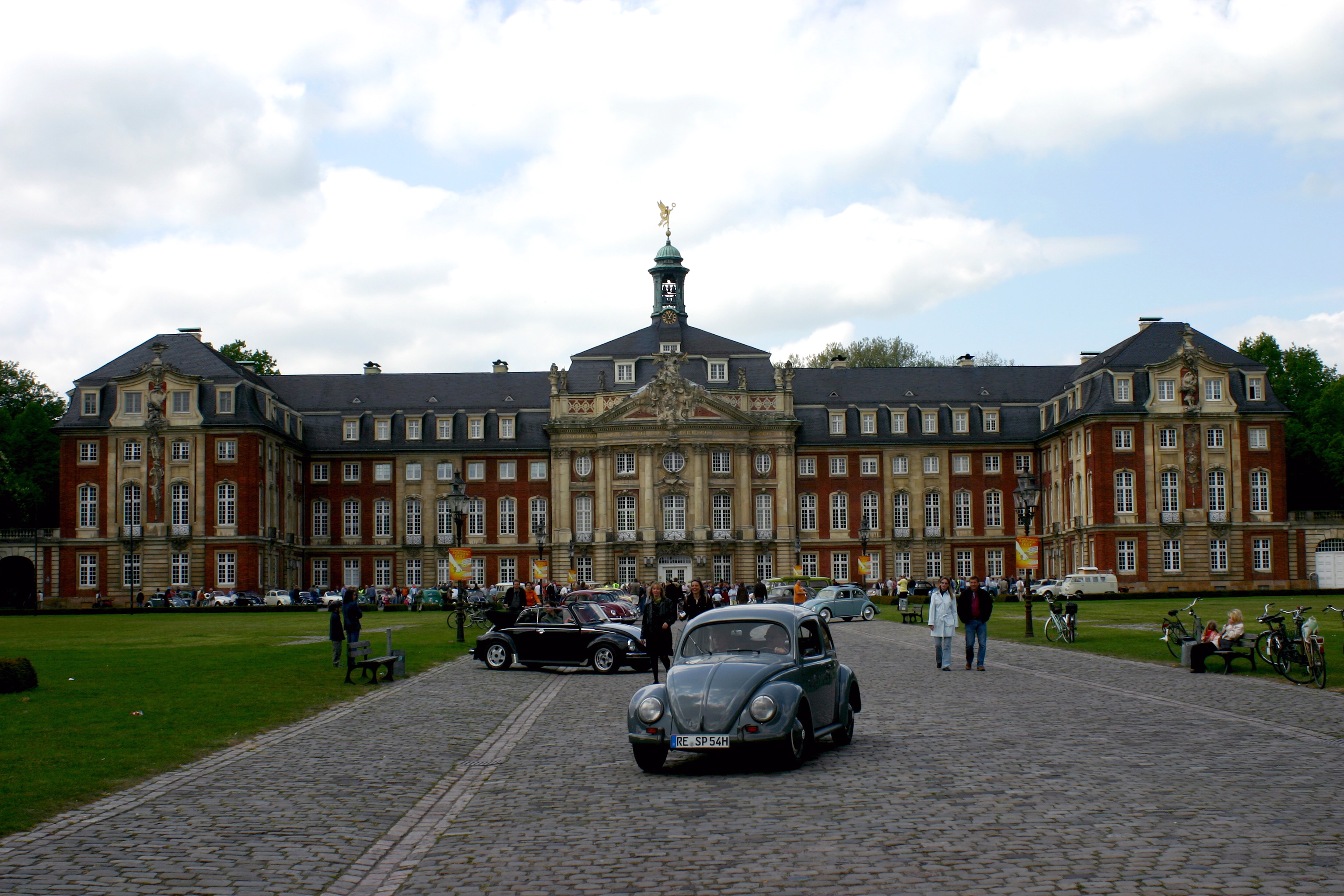
A kastély

Egyetemét 1773-ban Franz von Fürstenberg miniszter alapította.
1648. október 24-én a harmincéves háborút lezáró vesztfáliai békét, melynek egyik szerződését is itt tárgyalták és írták alá (a császár és a katonai hatalmak, Franciaország és Spanyolország meghatalmazottai), míg a másikat – az azóta Niedersachsen tartományhoz tartozó –
Osnabrückben, ahol a császár meghatalmazottjával a protestáns államok folytatták tárgyalásaikat. A vesztfáliai béke konzerválta Németország szétdaraboltságát, megsemmisítette a császári hatalmat, és új elrendeződést jelentett az európai hatalmak közt: Németország jelentős területei kerültek Svédországhoz és Franciaországhoz, utóbbihoz pl. Elzász. A békeszerződés elismerte Hollandia és Svájc függetlenségét.
A francia forradalom után Münster Poroszország része lett, majd 1816-ban Porosz-Vesztfália fővárosa is.

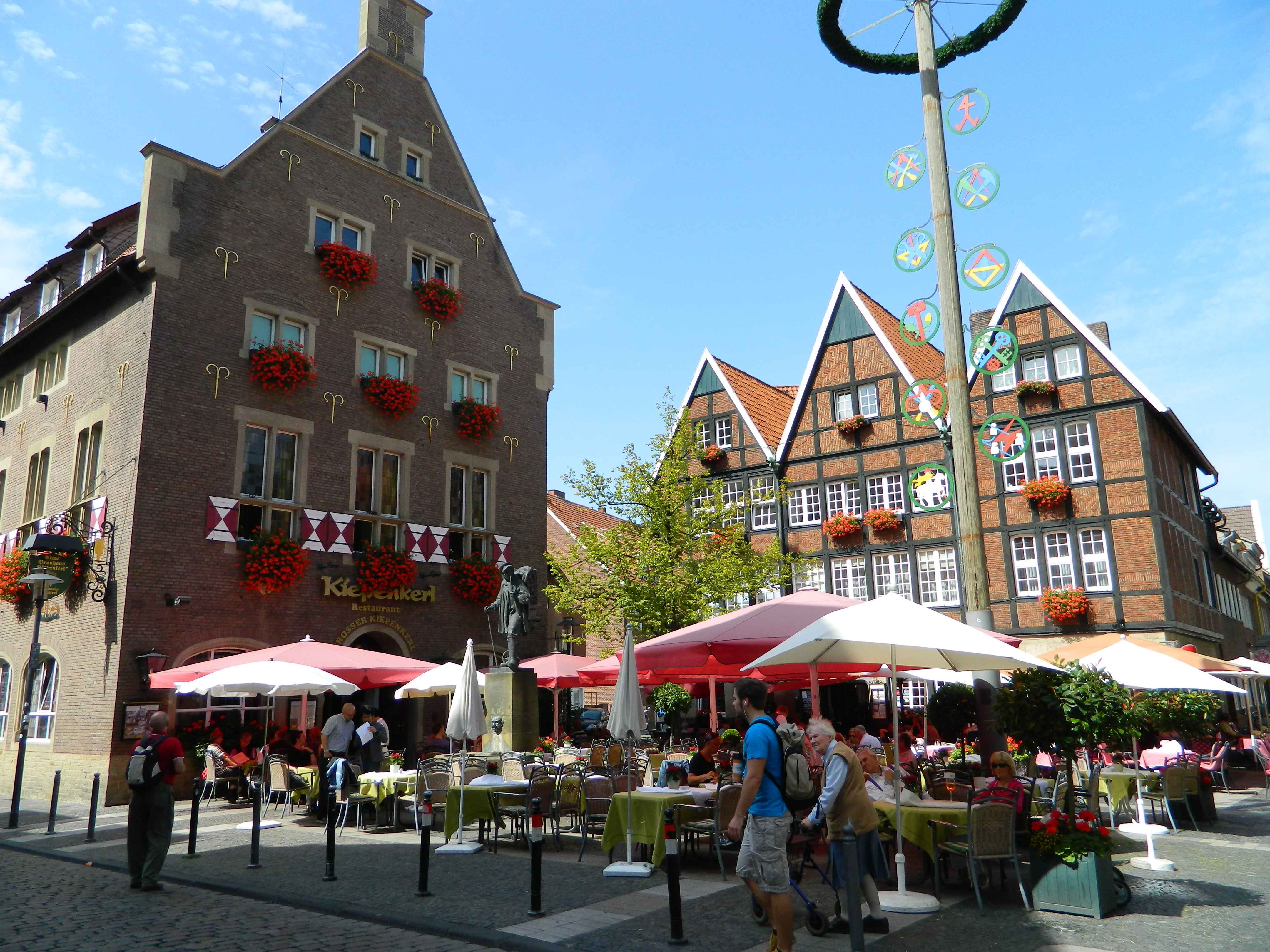
Münster, városkép

Münster ma Vesztfália kulturális és művelődési központja.
Gazdaságában a kereskedelemé és a szolgáltató ágazatoké a legnagyobb szerep, de van nehézipara, vegyipara és könnyűipara is.
Bár patinás óvárosa a második világháborúban szinte teljesen megsemmisült, a hagyománytisztelő münsteriek ma is zártnak ható városképét eredeti formájában és szépségében építették újjá.
A város műemlékeinek nagy része az egykori erődítési gyűrűn belül található.

## Nevezetességek

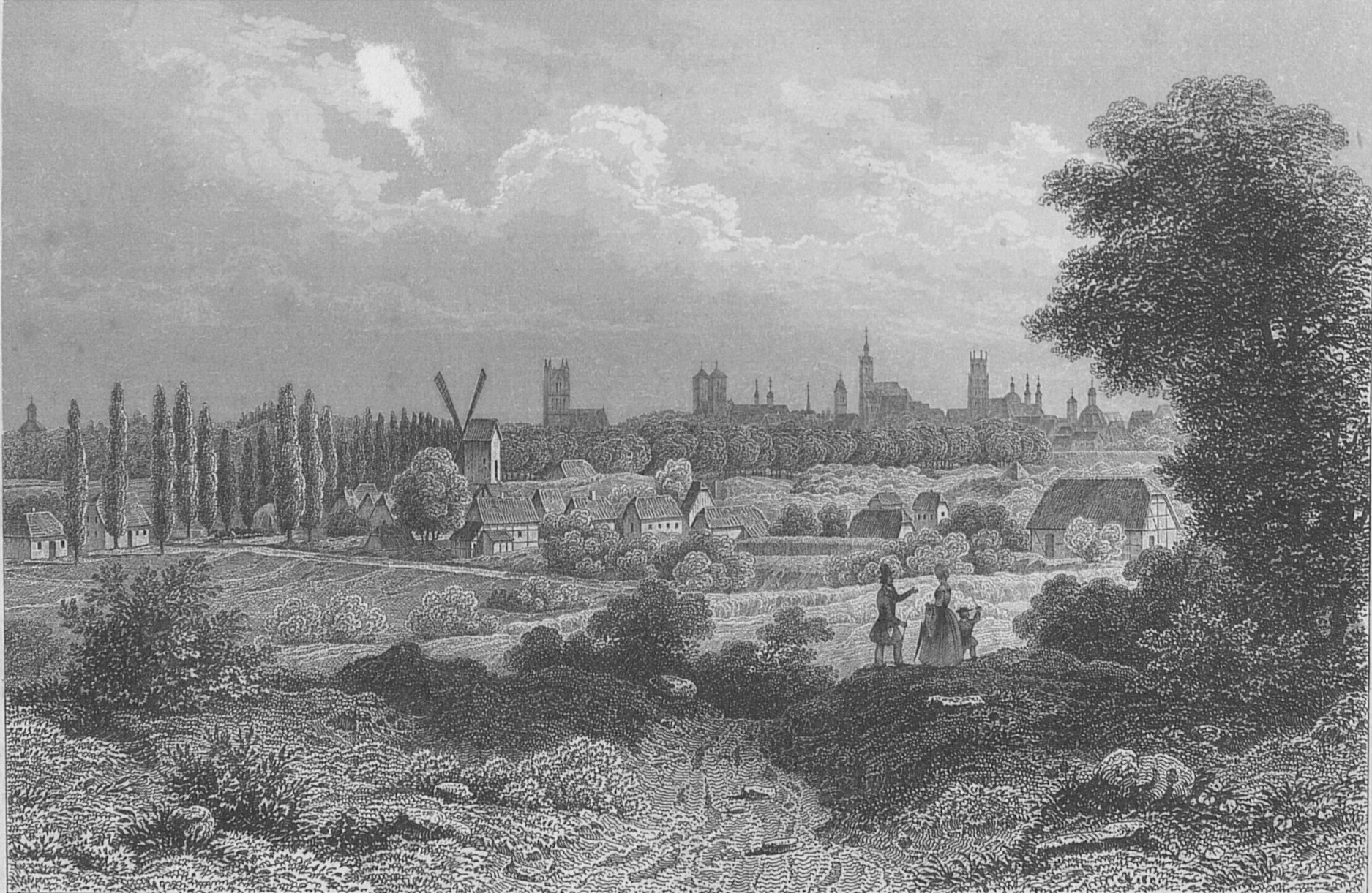
Münster 1854-ben

- Szent Pál-székesegyház (Dom St. Paul)
- Servatius-templom (Servatii-kirche)
- Dominikánus-templom (Dominikanerkirche)
- Lambert-templom (Lambertkirche)
- Márton-templom (Martinikirche)
- Krameramtshaus - a város egykori céheinek legszebb és legrégibb, 1588-ból való háza
- Patríciusházak - reneszánsz oromzattal
- Városháza (Rathaus) - 14. századi homlokzattal épült, az épület a gótika egyik mesterműve. Az épület Béke-termében (Friedensaal) kötötték meg 1648. május 15-én a vesztfáliai béke egyik szerződését.

## Közlekedés

### Közúti közlekedés
A várost érinti az A1-es, és az A43-as autópálya.

## Münster szülöttei
- 1811. december 25. Wilhelm Emmanuel von Ketteler († 1877) mainzi püspök
- 1885. november 26. Heinrich Brüning († 1970), Németország kancellárja 1930–1932
- 1956. július 13. Günther Jauch televíziós műsorvezető
- 1963. július 4. Ute Lemper színésznő
- 1964. július 11. Andreas von Holst, a Die Toten Hosen német zenekar gitárosa és zeneszerzője
- 1969. augusztus 12. Tanita Tikaram brit pop- és folkénekesnő
- 1974. július 22. Franka Potente színésznő

## Galéria

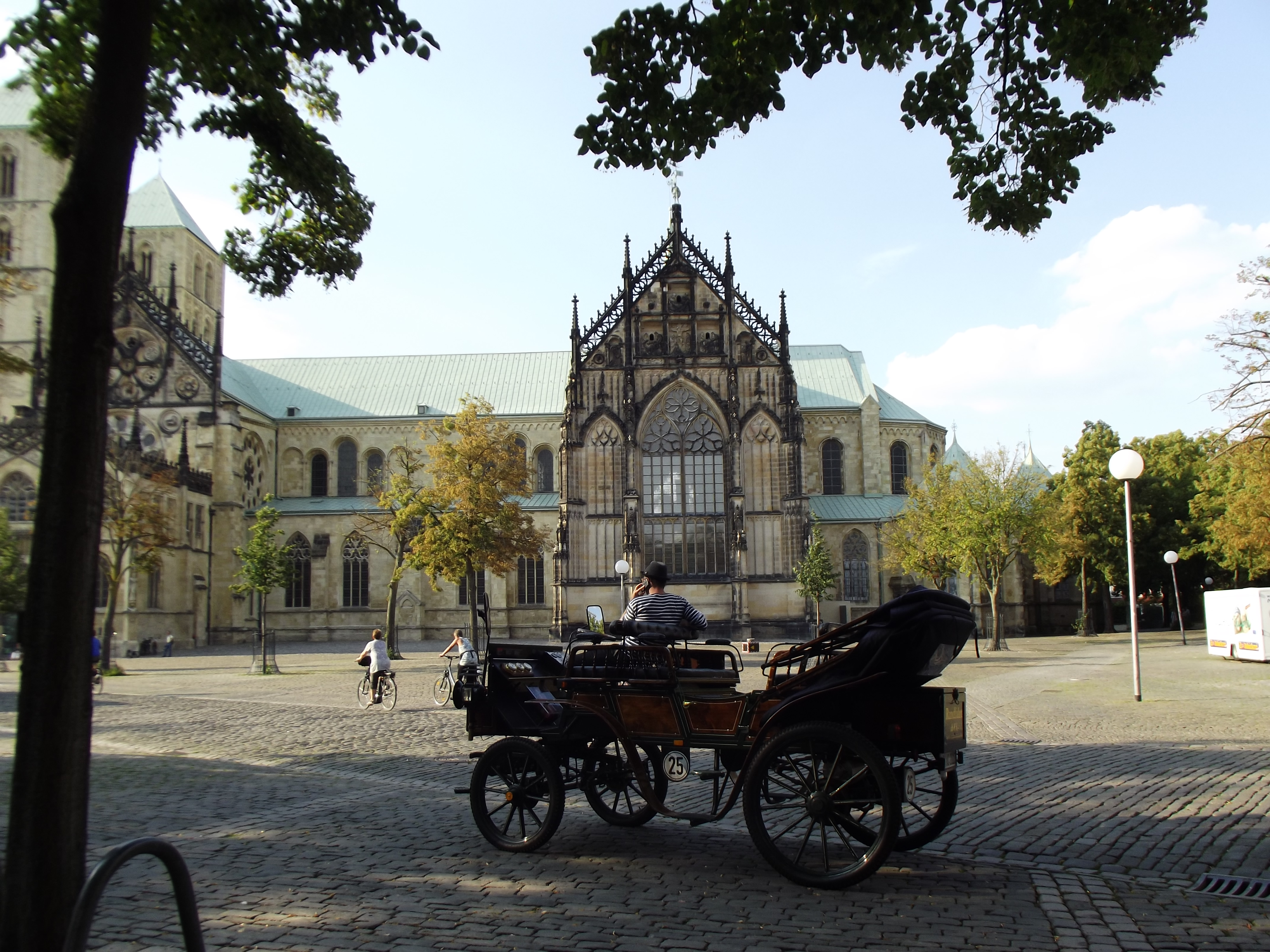
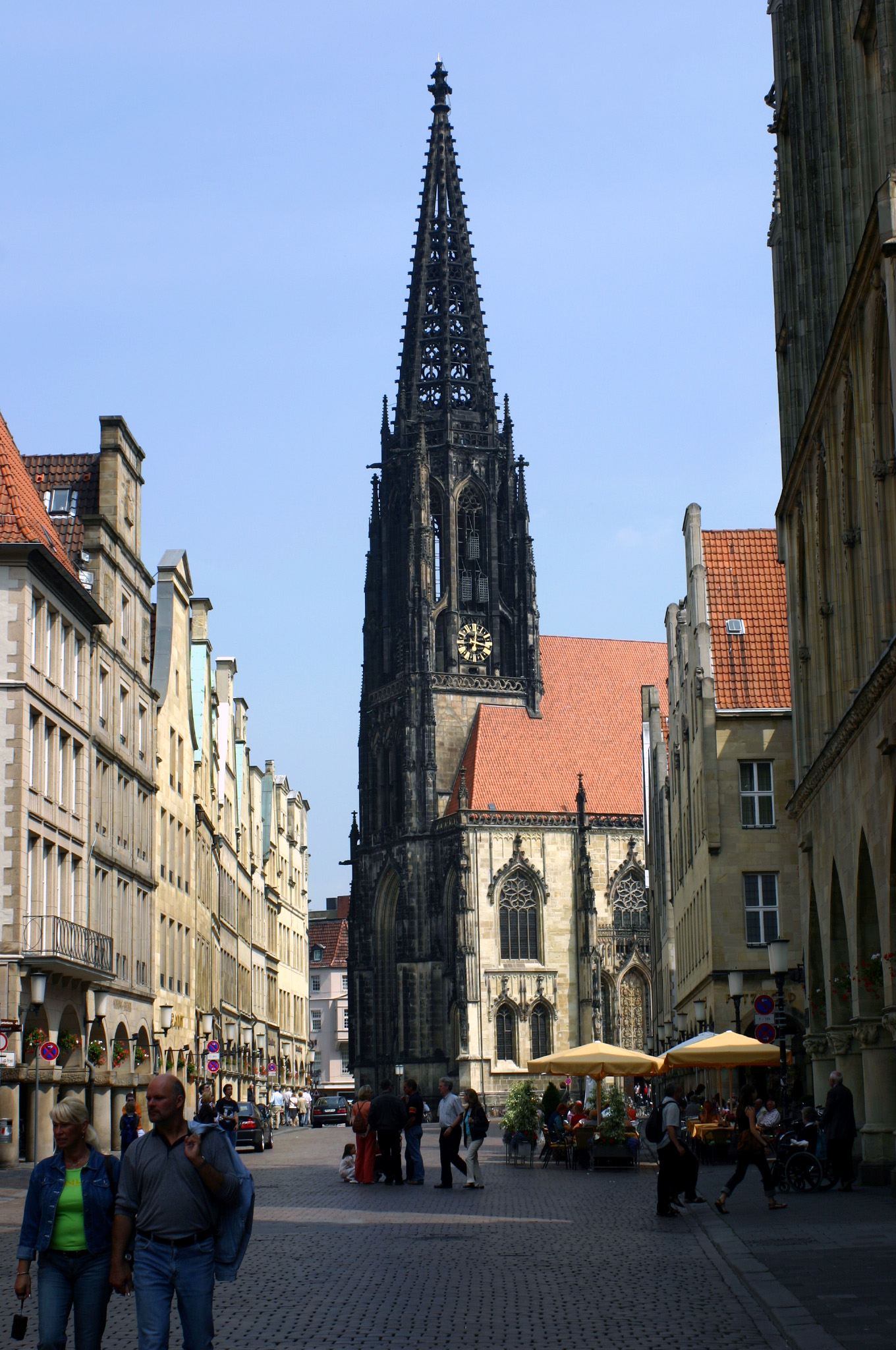
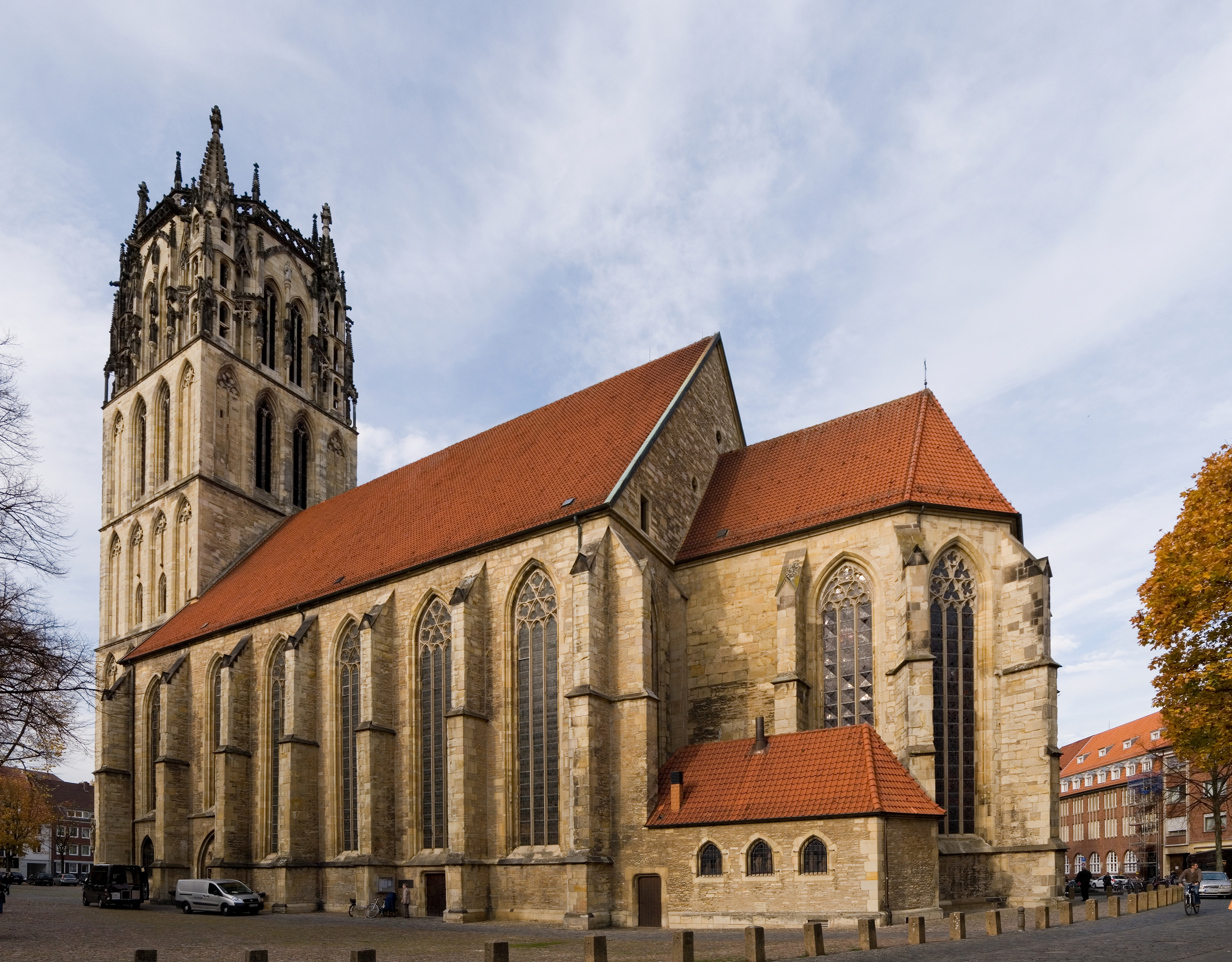
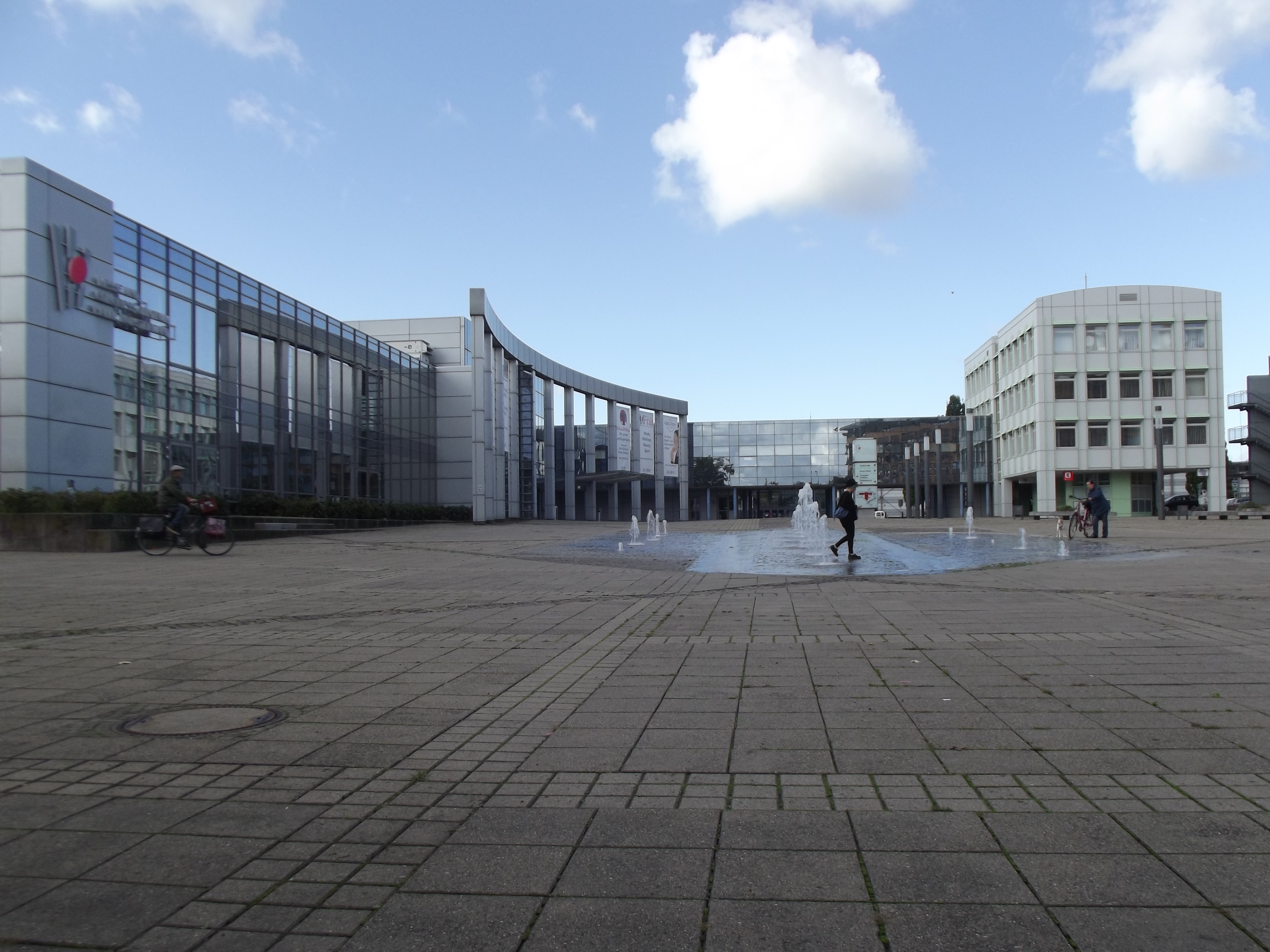
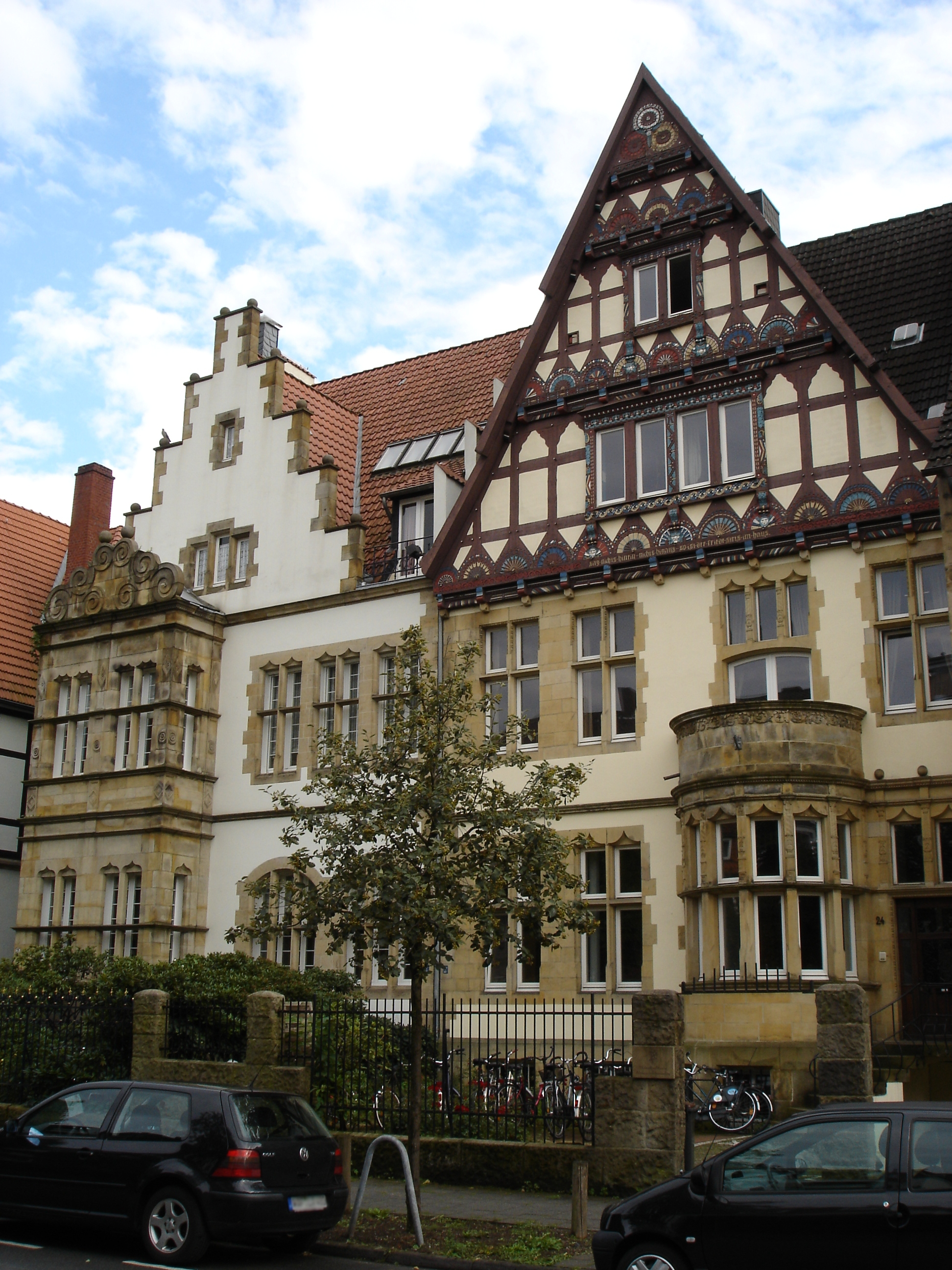